# BRI Tower
BRI Tower is een 220 m hoge toren in Surabaya. Het gebouw is eigendom van Bank Raykat en is een van de hoogste gebouwen van Surabaya.